# Eleonora de Savoia
Eleonora de Savoia (Eleonora Maria Teresa n. 28 februarie 1728, Royal Palace of Turin⁠(d), Piemont, Italia – d. 14 august 1781, Moncalieri, Piemont, Italia)) a fost prințesă de Savoia, fiica cea mare a regelui Carol Emanuel al III-lea al Sardiniei și a celei de-a doua soții, Polixena de Hesse-Rotenburg. A murit necăsătorită.

## Biografie

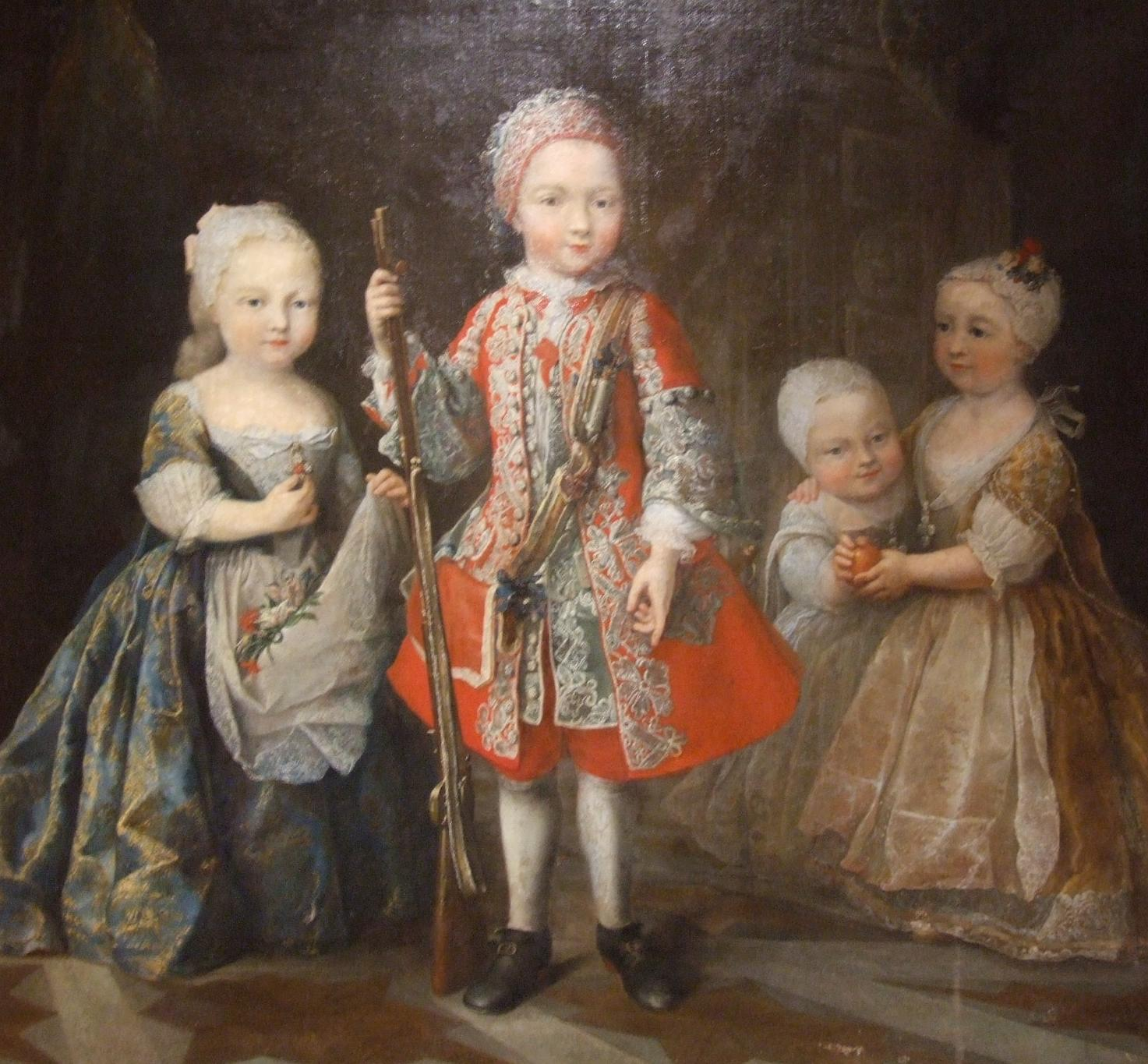
Prințesa Eleonora (stânga) alături de fratele ei cel mare viitorul Victor Amadeus al III-lea și surorile Maria Felicita și Maria Luisa Gabriella, 1730

Eleonora Maria Teresa di Savoia a fost al doilea copil și fiica cea mare a Prințului Carol Emanuel și a celei de-a doua soții, prințesa germană, Polixena de Hesse-Rotenburg. S-a născut la palatul regal din Torino, reședința regală a familiei de Savoia.
A fost botezată după bunica maternă, Eleonore de Löwenstein-Wertheim-Rochefort.
Verișorii pe linie maternă au inclus pe Victor Amadeus al II-lea, Prinț de Carignano și sora lui mai mică, viitoarea prințesă de Lamballe, ambii născuți la curtea din Savoia. Verișorii pe linie paternă au inclus pe Ferdinand al VI-lea al Spaniei, care era rege în momentul nașterii ei. 
Când Eleonora avea doi ani, tatăl ei a devenit rege al Sardiniei. Cinci ani mai târziu, mama ei a murit iar Eleonora a deținut cel mai înalt rang feminin la curtea savoiardă până la căsătoria fratelui ei cu infanta Maria Antonia a Spaniei în 1750.
Eleonora și sora ei Maria Luisa au fost propuse ca soții pentru Ludovic, Delfin al Franței, fiul cel mare al regelui Ludovic al XV-lea al Franței, și vărul lor primar. Căsătoria nu s-a materializat din cauza negocierilor de căsătorie cu Spania care au dus în final la căsătoria Delfinului cu infanta Maria Teresa Rafaela în 1744.
Prințesa a murit la Castelul Moncalieri din Torino, la vârsta de 53 de ani, necăsătorită.